# 渡辺けんじ
渡辺 けんじ（わたなべ けんじ、本名:渡邉健史、1966年3月21日 - ）は、玩具会社であるウィズのチーフデザイナー。神奈川県出身。主にキャラクター商品のイラストを描いている。2015年ウィズから独立し、個人事務所WOW FACTORYを開設しキャラクターデザイン、イラストの業務の傍、ドル⭐︎バラから生まれたオビツボディを使用した50センチクラスのファッションドール、ビジュアドールのプロデュースから生産販売も引き継いでいる。

## 主な代表作品
- たまごっちシリーズ
- デジタルモンスターシリーズ
- よいこっちシリーズ
- マジカルウィッチーズシリーズ
- パピプペットシリーズ
- キャラミーゴシリーズ
- 陰陽大戦記シリーズ
- レジェンズシリーズ
- ドーリィ☆バラエティ